# Centro Empresarial Naciones Unidas
El Centro Empresarial Naciones Unidas (en portugués: Centro Empresarial Nações Unidas) es un conjunto de rascacielos de la ciudad brasileña de São Paulo. Se encuentra en la Avenida Luis Carlos Berrini, en la zona sur de la ciudad.
También conocidos como CENU, sus edificios albergan oficinas de grandes compañías multinacionales. En la Torre Norte, la más alta con 158 metros y 38 plantas. se sitúan grandes compañías como Microsoft, Hewlett-Packard, Duke Energy International y Samsung. El Hotel Hilton se sitúa en la Torre Leste (Este) y la Rhodia en la Torre Oeste.